# Jaime Maestro
Jaime Maestro Selles (Valencia,18 de enero de 1977) es un director de cine de animación y productor ganador, entre otros premios, de un premio Goya y un Cristal de Annecy.

## Biografía
Comienza a trabajar como artista 3D en 1999, cuando decide abandonar los estudios de arquitectura para seguir su verdadera vocación: la animación 3D. Después de algunos años trabajando en diferentes compañías de producción, llega a Pasozebra, donde se encarga de supervisar el recién creado departamento de 3D. Su primer trabajo fue el cortometraje Sr. Trapo, que gana un Premio Goya y es preseleccionado a los premios Óscar. Después de los premios, llegan nuevos proyectos a Pasozebra, como series de televisión para Disney o spots publicitarios para grandes empresas españolas. En cada uno de estos proyectos, Jaime se encarga de supervisar el Cg (lenguaje de programación).
Algunos años más tarde, comienza su primera aventura empresarial fundando Keytoon Animation Studio y tomando el papel de director creativo. En aquella época trabaja en proyectos para clientes de la importancia de TLC (canal de televisión), Curious Pictures, Disney Channel USA y España, Wildbrain, Mattel, Paramount Pictures, Big Idea y Disney. También dirige algunos cortometrajes; el más notable de ellos fue The Grandfather of Soul, que llega a ser finalista de SIGGRAPH. Uno de sus últimos proyectos en Keytoon fue el cortometraje Alma, dirigido por Rodrigo Blaas, donde Jaime realiza el modelado del personaje, la dirección técnica y algunas animaciones.
A finales de 2007, Jaime decide dejar Keytoon Animation y pasar más tiempo con su familia. En este periodo trabaja como diseñador independiente, enfocándose en el modelado y animación para videojuegos, comerciales y series de TV para Nickelodeon, Ubisoft, Pixable, ToT Industries y Spa Studios.
En 2010 funda PrimerFrame Animation School, donde combina su actividad como profesor con trabajo de dirección, y bajo su tutela se completan ocho cortometrajes de animación: FriendSheep, El Vendedor de Humo, Vecinos, El Ladrón de Caras, Órbitas, Gea, Katakroken y OA, obteniendo un gran número de premios incluyendo un Goya en 2013 y un Premio Annecy en 2012.
Durante estos años sigue trabajando como freelance en diferentes proyectos, destacando Google Spotlight Stories, donde coincide con grandes nombres de la industria de la animación como Pepe Valencia, Jan Pinkava, Mark Oftedal, Doug Sweetland, Shannon Tindle, Patrick Osborne y Lou Romano.
En septiembre de 2014 deja PrimerFrame para fundar Blue Dream Studios Spain. El estudio se encarga de la producción de Animal Crackers, dirigida por Scott Sava y Tony Bancroft (director de Mulan, Disney) con Jaime Maestro como codirector. Animal Crackers es seleccionada en competición oficial en Festival Internacional de Cine de Animación de Annecy 2017, donde recibe excelentes críticas del público y prensa internacional, como la revista Variety. La película cuenta con un extraordinario casting de voces como Ian Mckellen, Silvester Stallone, Danny DeVito, Emily Blunt y John Krasinski.
Actualmente dirige "La Tribu Animation", un nuevo estudio de animación en Valencia creado con un objetivo claro: crear propiedad intelectual y contenido innovador. Desde este nuevo estudio se llevó parte de la producción de Red Shoes & the Seven Dwarfs en 2017 y se han producido los vídeos inaugurales del Trojan Horse Was A Unicorn en sus ediciones de 2017 y 2018.

## Filmografía
Departamento de animación
- 2002. Sr. Trapo (CG Supervisor)
- 2009. Alma (animador) / (Supervisor Técnico de Personajes)
- 2013. Windy Day[8] (Modelado de Personajes)
- 2014. Buggy Night (Modelado de Personajes)
- 2015. On Ice (Modelado de Personajes)
- 2016. Pearl (Personajes)
- 2017. Red Shoes & the 7 Dwarfs (Overseas Supervisor)

Como director
- 2007. Grandfather of Soul
- 2011. Friendsheep[9]
- 2012. El vendedor de humo[10]
- 2012. Vecinos[11]
- 2013. El ladrón de caras[12]
- 2013. Órbitas[13]
- 2014. Gea
- 2015. Katakroken
- 2016. OA[14]
- 2017. Animal Crackers (codirector)
- 2018. Pet Robots (codirector)

## Premios y nominaciones
- 2002. Sr trapo. (Premios Goya: "Mejor cortometraje de animación", preselección a los Premios Óscar)
- 2007. The Grandfather of Soul (Finalista SIGGRAPH)
- 2009. Alma (Finalista en los Premios Goya en la categoría "Mejor cortometraje de animación")
- 2011. Friensheep. (Selección Animac, Preseleccionado en la categoría "Mejor cortometraje de animación". Premio del jurado en el Festival de Annecy)
- 2012. Vecinos. (Preseleccionado en la categoría "Mejor cortometraje de animación")
- 2012. El Vendedor de Humo. (Premios Goya: "Mejor cortometraje de animación"[15])
- 2013. El Vendedor de Humo. (Festival de Málaga: Sección oficial cortometrajes de animación)
- 2014. El Ladrón de Caras. (Festival de Málaga: Nominado a Mejor cortometraje de animación)
- 2014. Órbitas. (Festival de Málaga: Nominada al Mejor cortometraje de animación)
- 2015. Katakroken. (Festival de Málaga: Nominada al Mejor cortometraje de animación)
- 2017. Animal Crackers (Selección oficial Festival de Annecy)